# كريس كونز
كريستوفر أندرو كونز (بالإنجليزية: Christopher Andrew Coons)‏ هو سياسي أمريكي من الحزب الديمقراطي ولد في يوم 9 سبتمبر 1963 في مدينة غرينيتش في ولاية كونيتيكت. يشغل حالياً منصب عضو في مجلس الشيوخ الأمريكي كممثل عن ولاية ديلاوير.